# Hayley Wickenheiser
Hayley Wickenheiser (Shaunavon, Canadà, 1978) és una jugadora d'hoquei sobre gel canadenca, considerada una de les millors jugadores d'hoquei de la història.

## Biografia
Va néixer el 12 d'agost de 1978 a la ciutat de Shaunavon, població situada a l'estat de Saskatchewan. De ben petita es traslladà a la ciutat de Calgary.

## Carrera esportiva

### Hoquei sobre gel
Va participar en els Jocs Olímpics d'Hivern de 1998 realitzats a Nagano (Japó), on aconseguí guanyar la medalla de plata en la prova femenina d'hoquei sobre gel. Posteriorment, com a integrant de l'equip femení del Canadà, ha aconseguit guanyar la medalla d'or en les edicions de 2002 realitzada a Salt Lake City (Estats Units), 2006 realitzada a Torí (Itàlia), 2010 realitzada a Vancouver (Canadà) i 2014 realitzada a Sotxi (Rússia). En aquests últims Jocs fou la responsable de realitzar el jurament olímpic en la cerimònia d'obertura dels Jocs, juntament amb el jutge Michel Verrault.
Al llarg de la seva carrera ha guanyat nou medalles en el Campionat del Món d'hoquei gel femení, destacant les seves sis medalles d'or.

### Softbol
Interessada des de ben petita per la pràctica del softbol, el juny de l'any 2000 fou escollida per participar en els Jocs Olímpics d'Estiu de 2000 realitzats a Sydney (Austràlia), on finalitzà en vuitena posició.